# Natalie Wright
Pour les articles homonymes, voir Wright.
Pas d'image ? Cliquez ici

a Compétitions nationales et continentales officielles uniquement.

b Matchs officiels uniquement.
Dernière mise à jour le 12 avril 2025.
Natalie Wright, née le 8 septembre 2002, est une joueuse internationale australienne de rugby à XV évoluant au poste de demi de mêlée.

## Biographie
Natalie Wright naît le 8 septembre 2002. Elle joue en 2024 au club des Wests Bulldogs.
Elle a, à la fin de l'été 2024, deux sélections en équipe d'Australie quand elle est retenue pour le WXV 2 en Afrique du Sud.

## Palmarès

### En franchise
- Finaliste du Super Rugby Women's en 2025.

### En équipe nationale
- Vainqueur du WXV 2 en 2024.